# Hemaris aksana

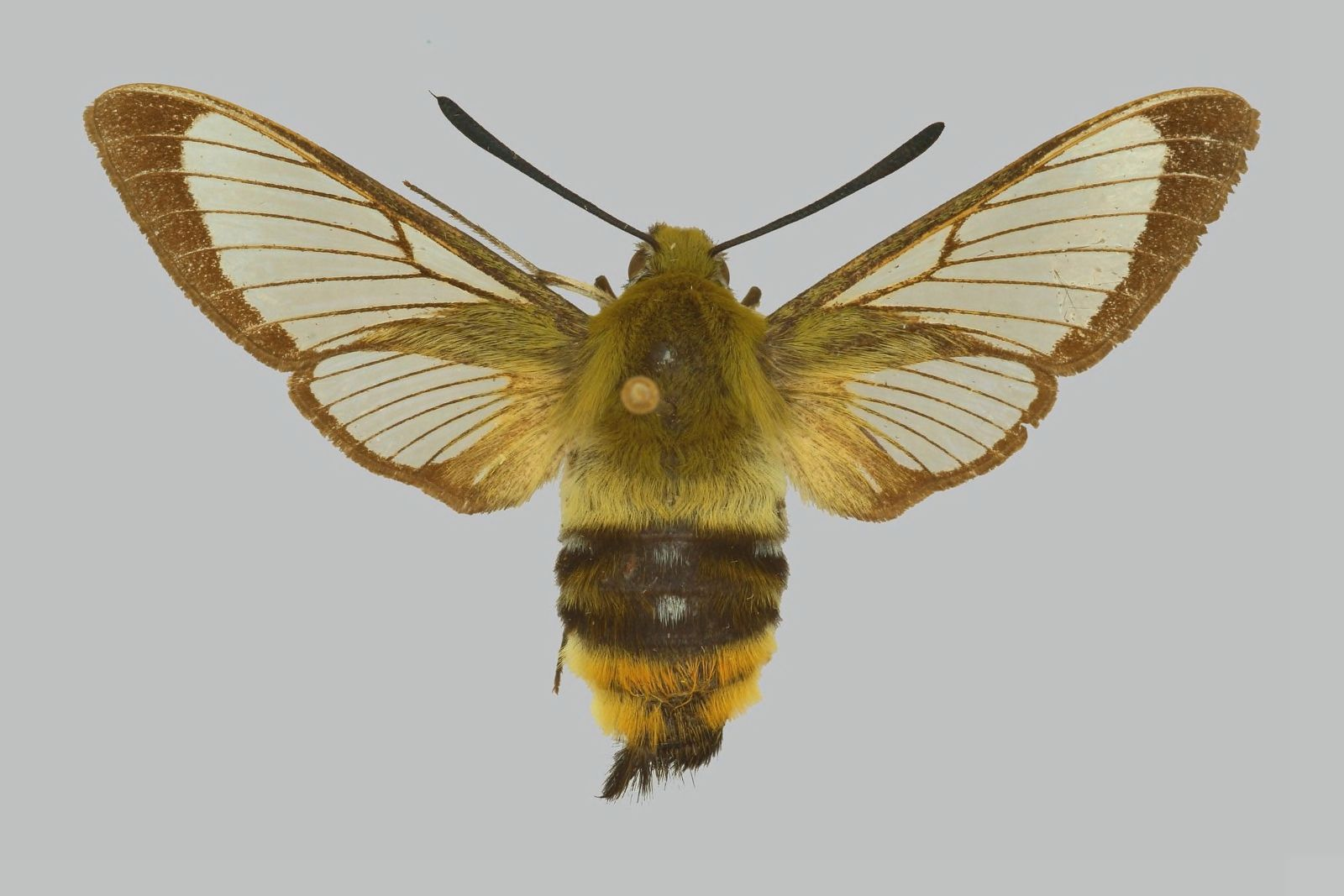
Hemaris aksana, Weibchen

Hemaris aksana ist ein Schmetterling (Nachtfalter) aus der Familie der Schwärmer (Sphingidae).

## Merkmale

### Falter
Die Falter haben eine Flügelspannweite von 44 bis 51 Millimetern. Sie haben Ähnlichkeit mit Hemaris tityus, ihre Grünfärbung am Thorax ist jedoch weniger gelblich. Der graue Basalbereich auf den Vorderflügeln ist außerdem ausgedehnter und die Marginalbinde ist schwärzlich und zudem breiter.

### Raupe
Die Raupen werden 50 Millimeter lang. Anfangs sind die etwa drei Millimeter langen Tiere weißlich und mit kleinen schwarzen Tuberkeln versehen, die gegabelte, schwarze Haare tragen. Das Analhorn ist klein und trägt an der Spitze zwei schwarze Haare. Nach jeder Häutung und dem Fressen werden die Tuberkel zunehmend grün, das Analhorn rötlicher und die blassen dorso-lateralen und ventro-lateralen Längslinien treten auf. Ausgewachsen sind die Raupen meist weißlich-grün und haben ein mattes, rotes Analhorn, eine violett-rote Unterseite und ebenso umrandete Stigmen. Die Körperoberfläche ist sehr rau. Viele Individuen sind zusätzlich stark mit rötlichen Flecken versehen. dies betrifft insbesondere jene Arten, die an violett gefleckten Skabiosenblättern fressen. Diese Flecken werden kurz vor der Verpuppung überdeckt, wenn sich die Raupen in ein kräftiges Pflaumenblau verfärben.

### Ei
Die kleinen Eier sind mit 1,1 mal 1,0 Millimetern Größe nahezu kugelig, besitzen jedoch oben eine kleine Einbuchtung. Sie sind blass-grün glänzend.

### Puppe
Die Puppe ist 24 bis 27 Millimeter lang und hat die typische Form der Gattung Hemaris, ist jedoch schwarzbraun, mit rötlichbrauner Tönung an den Verbindungen zwischen den Segmenten. Zu beiden Seiten verjüngt sich der Körper, der vorne zwei spitze Tuberkel am Kopf und hinten einen flachen, dreieckigen Kremaster trägt.

## Vorkommen und Lebensraum
Die Art ist nur aus dem mittleren und hohen Atlas in Marokko bekannt, könnte dort jedoch weit verbreitet sein. Besiedelt werden blütenreiche Wiesen zwischen 1300 und 2500 Metern Seehöhe.

## Lebensweise
Die Falter sind tagaktiv und fliegen in der Regel zwischen 10.00 und 15.00 Uhr. Man kann sie dann beim raschen Flug von Blüte zu Blüte beobachten. Auch wenn sie der Gestalt einer Hummel ähneln, sind sie viel schneller und fluggewandter. Ihre Flugkünste zeigen sich besonders während des Paarungsrituals, während dessen sich die Partner einerseits knapp über dem Boden und andererseits auch in schnellen Aufwärtsspiralen verfolgen. Die anschließende Paarung dauert in der Regel bis zu zwei Stunden.
An warmen Orten fliegen die Falter im März, Juni und August, in höheren Lagen ab Mitte Mai oder Juni in einer Generation. Gelegentlich tritt dort auch eine zweite, unvollständige Generation im August auf. Parasitoide der Art sind nicht bekannt.
Die Weibchen legen ihre Eier einzeln an der Unterseite der Blätter der Raupennahrungspflanzen ab, wobei nicht selten bis zu sechs Eier pro Pflanze bzw. Pflanzengruppe abgelegt werden Die Raupen ernähren sich von Skabiosen (Scabiosa). Sie halten sich zeit ihres Lebens in der Regel auf der Unterseite eines Blatts auf der Mittelrippe auf und frisst beidseits davon Löcher. Sie sind vor allem nachtaktiv. Wenn man sie tagsüber stört, lassen sie sich auf den Boden fallen, wohin sie sich teilweise aber auch in Ruhephasen zurückziehen. Die Raupen der gleichen Generation entwickeln sich in unterschiedlicher Geschwindigkeit, alle entwickeln sich aber in der Regel viel schneller als die anderer Schwärmerarten. Die Verpuppung erfolgt in einem ziemlich kräftigen, aber groben Kokon in Grashorsten oder leicht im Erdboden eingegraben. Die Puppe überwintert.

## Taxonomie und Systematik
Die Art wurde 1923 von Le Cerf als Unterart Haemorrhagia tityus aksana erstbeschrieben. Eitschberger et al. (1989) erhoben sie ohne Begründung in den Artrang, wenngleich neuere Arbeiten darauf schließen lassen, dass der Artstatus gut begründet ist, zumal sich die Genitalien von denen von Hemaris tityus unterscheiden. Neuere DNA-Untersuchungen legen nahe, dass die Art nahe mit Hemaris galunae verwandt ist. Bei diesen beiden Arten, die wiederum mit Hemaris tityus näher verwandt sind, scheint es sich um die westlichen und östlichen Überreste eines ursprünglich während der letzten Eiszeit im kühleren, stärker bewachsenen und feuchteren Nordafrika lebenden gemeinsamen Vorfahren zu handeln.

## Belege